# Ngasinan (Bonorowo)
Ngasinan is een bestuurslaag in het regentschap Kebumen van de provincie Midden-Java, Indonesië. Ngasinan telt 1903 inwoners (volkstelling 2010).